# Coupe des clubs champions européens de futsal 1999-2000
Navigation
1998-1999 2000-2001
La Coupe des champions de futsal 1999-2000 est la quatorzième édition de la Coupe des clubs champions européens de futsal. Le tournoi a lieu du 26 avril au 1er mai 1999 au Pabellón Pedro Delgado de Ségovie.
Champion d'Espagne en titre, le Caja Segovia accueille la compétition. L'hôte termine premier son groupe, tout comme le tenant du titre, le MFK Dina. En demi-finale, les favoris russes s'inclinent contre le BNL Calcetto titré quatre ans auparavant, tandis que la Caja se qualifie en fin de match. La finale est donc une revanche de match de poule. Les Espagnols prennent de nouveau le meilleur et décroche leur premier titre continental.
Le brésilo-espagnol Daniel est élu meilleur joueur du tournoi après avoir terminé meilleur buteur avec sept réalisations.

## Organisation

### Format et salle

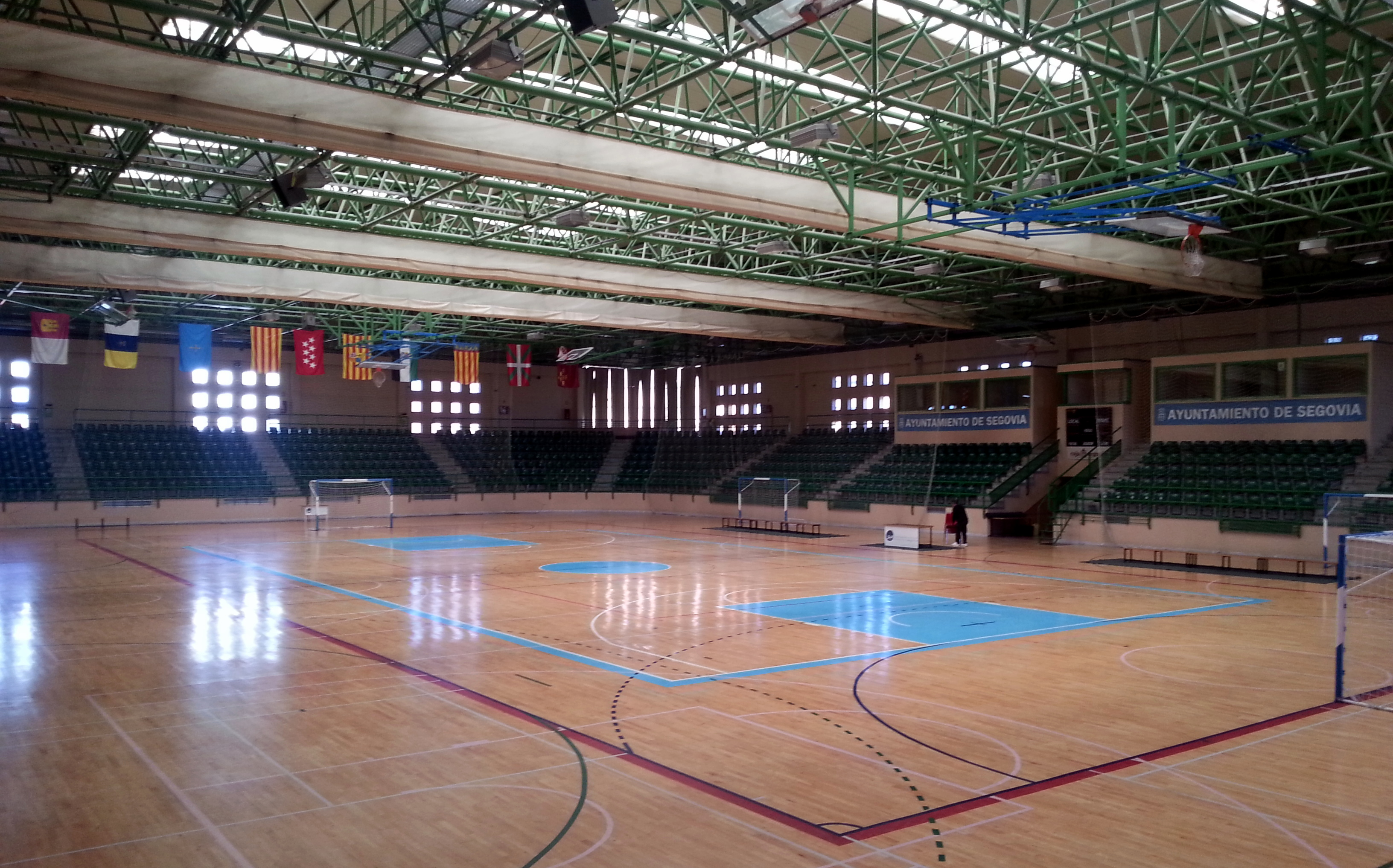
Intérieur du Pabellón Pedro Delgado en 2013.

Le format est identique à l'édition précédente : six équipes invitées sont séparées en deux groupes joués chacun en tournoi toutes rondes. Les deux premiers de chacune des deux poules s'affrontent en demi-finale croisées pour le titre.
Toutes les rencontres ont lieu au Pabellón Pedro Delgado de Ségovie.

### Clubs participants
Six champions nationaux sont invités à la compétition et représentent l'Espagne, l'Italie, de la Russie et de la République tchèque, la Croatie et le Portugal. Quatre des six participants disputent leur premier tournoi européen.
| Équipe            | Qualification                  | Nbr participation | Dernière participation | Meilleur résultat   |
| ----------------- | ------------------------------ | ----------------- | ---------------------- | ------------------- |
| MFK Dina          | Champion de Russie             | 7e                | 1998-99                | vainqueur x3        |
| BNL Calcetto (it) | Champion d'Italie              | 4e                | 1997-98                | vainqueur (1995-96) |
| Viktoria Zizkov   | Champion de République tchèque | 1re               | -                      | -                   |
| Caja Segovia FS   | Champion d'Espagne             | 1re               | -                      | -                   |
| Glama Brijeg      | Champion de Croatie            | 1re               | -                      | -                   |
| Sporting CP       | Champion du Portugal           | 1re               | -                      | -                   |

## Compétition

### Phase de groupes

#### Groupe A
| Rang | Équipe          | Pts | J | G | N | P | Bp | Bc | Diff |
| ---- | --------------- | --- | - | - | - | - | -- | -- | ---- |
| 1    | MFK Dina Moscou | 6   | 2 | 2 | 0 | 0 | 8  | 1  | +7   |
| 2    | Glama Brijeg    | 3   | 2 | 1 | 0 | 1 | 7  | 6  | +1   |
| 3    | Sporting CP     | 0   | 2 | 0 | 0 | 2 | 3  | 11 | -8   |

| 26 avril 2000 | Sporting CP       | 2 - 7   | Glama Brijeg                                                        |                                                            |                                                            |
|               | Fernandes 11e 19e | (2 - 4) | 9e Josip Palic · 14e 24e Grdovic · 15e Karasic · 18e 23e 35e Civrag | Spectateurs : 2 000 Arbitrage : Pedro Galan & V.D. Bekeron | Spectateurs : 2 000 Arbitrage : Pedro Galan & V.D. Bekeron |

| 27 avril 2000 | MFK Dina Moscou                                                      | 4 - 0   | Glama Brijeg |                                                              |                                                              |
|               | Alekberov (it) 5e · Tkachuk (it) 8e · Koupetskov 15e · Bely (it) 29e | (3 - 0) |              | Spectateurs : 2 000 Arbitrage : Ramón Blanco & Vicente Comes | Spectateurs : 2 000 Arbitrage : Ramón Blanco & Vicente Comes |

| 28 avril 2000 | Sporting CP | 1 - 4   | MFK Dina Moscou                                                     |                                                              |                                                              |
|               | Amaral 30e  | (0 - 2) | 11e Gorin (it) · 18e Bely (it) · 23e Chugunov (it) · 32e Iskousnykh | Spectateurs : 2 000 Arbitrage : Ramón Blanco & Vicente Comes | Spectateurs : 2 000 Arbitrage : Ramón Blanco & Vicente Comes |

#### Groupe B
En phase de groupe, le Caja Segovia affronte le club Tchèque Viktoria Zizkov et le BNL Roma, qu'ils battent tous deux.
| Rang | Équipe            | Pts | J | G | N | P | Bp | Bc | Diff |
| ---- | ----------------- | --- | - | - | - | - | -- | -- | ---- |
| 1    | Caja Segovia FS   | 6   | 2 | 2 | 0 | 0 | 18 | 3  | +15  |
| 2    | BNL Calcetto (it) | 3   | 2 | 1 | 0 | 1 | 7  | 10 | -3   |
| 3    | Viktoria Zizkov   | 0   | 2 | 0 | 0 | 2 | 7  | 19 | -12  |

L'équipe locale écarte d'abord le représentant tchèque de la compétition.
| 26 avril 2000 | Caja Segovia FS | 13 - 2  | Viktoria Zizkov           |                                                             |                                                             |
|               | Alberto Riquer (it) 2e 5e 36e · Javier Orol (it) 6e 21e · Oscar Jimenez 9e · Daniel 10e 30e · Antonio Adeva (it) 31e · Werner 14e 27e · Hulka 23e (csc) · Smetana 28e (csc) | (7 - 1) | 3e 31e Martin Dlouhý (it) | Spectateurs : 3 500 Arbitrage : Alexel Selikov & F. Cardoso | Spectateurs : 3 500 Arbitrage : Alexel Selikov & F. Cardoso |

| 27 avril 2000 | Viktoria Zizkov                                           | 5 - 6   | BNL Calcetto (it)                                                                                                  |                                                              |                                                              |
|               | Svoboda 9e · Smetana 11e · Martin Dlouhý (it) 27e 38e 40e | (2 - 2) | 4e 12e Violanti · 28e Andrea Rubei (it) · 29e Gianluca Plini (it) · 35e Andrea Famà (it) · 37e Fernando Grana (it) | Spectateurs : 1 000 Arbitrage : Ramón Blanco & Vicente Comes | Spectateurs : 1 000 Arbitrage : Ramón Blanco & Vicente Comes |

| 28 avril 2000 | Caja Segovia FS                                                          | 5 - 1   | BNL Calcetto (it)       |                                                                  |                                                                  |
|               | Alberto Riquer (it) 2e 5e · Javier Orol (it) 3e · Daniel 14e · Cesar 37e | (4 - 0) | 22e Gianluca Plini (it) | Spectateurs : 4 000 Arbitrage : Alexel Selikov & Van Der Bekeron | Spectateurs : 4 000 Arbitrage : Alexel Selikov & Van Der Bekeron |

### Phase finale

#### Tableau
|  | Demi-finales           | Demi-finales    |                        |   | Finale       | Finale       |
|  | Demi-finales           | Demi-finales    |                        |   | Finale       | Finale       |
|  |                        |                 |                        |   |              |              |
|  | 30 avril 2000          | 30 avril 2000   |                        |   | 1er mai 2000 | 1er mai 2000 |
|  | 30 avril 2000          | 30 avril 2000   |                        |   | 1er mai 2000 | 1er mai 2000 |
|  | A1 - MFK Dina Moscou   | 1               |                        |   | 1er mai 2000 | 1er mai 2000 |
|  | A1 - MFK Dina Moscou   | 1               |                        |   | 1er mai 2000 | 1er mai 2000 |
|  | B2 - BNL Calcetto (it) | 2 ap            |                        |   | 1er mai 2000 | 1er mai 2000 |
|  | B2 - BNL Calcetto (it) | 2 ap            | BNL Calcetto (it)      | 1 |              |              |
|  |                        |                 | BNL Calcetto (it)      | 1 |              |              |
|  |                        | Caja Segovia FS | 4                      |   |              |              |
|  | B1 - Caja Segovia FS   | Caja Segovia FS | 4                      | 5 |              |              |
|  | B1 - Caja Segovia FS   |                 |                        | 5 |              |              |
|  | A2 - Glama Brijeg      | 2               |                        |   |              |              |
|  | A2 - Glama Brijeg      | 2               | Match pour la 3e place |   |              |              |
|  |                        |                 |                        |   |              |              |
|  |                        |                 |                        |   |              |              |
|  |                        |                 |                        |   |              |              |
|  | MFK Dina Moscou        | 6               |                        |   |              |              |
|  | MFK Dina Moscou        | 6               |                        |   |              |              |
|  | Glama Brijeg           | 3               |                        |   |              |              |
|  | Glama Brijeg           | 3               |                        |   |              |              |

#### Demi-finales
Le MFK Dina, tenant du titre favori à sa succession, s'incline en demi-finale.
| 30 avril 2000 | MFK Dina Moscou | 1 – 2 ap        | BNL Calcetto (it)                                     |                                                         |                                                         |
|               | Koupetskov 9e   | (1-0, 1-1, 1-2) | 22e Andrea Rubei (it) · 44e Massimiliano Mannino (it) | Spectateurs : 2 000 Arbitrage : Pedro Galan & F. Torres | Spectateurs : 2 000 Arbitrage : Pedro Galan & F. Torres |

En demi-finale, l'équipe locale bat les Croates de Glama Brijeg (5-2).
| 30 avril 2000 | Caja Segovia FS                                                                               | 5 – 2   | Glama Brijeg             |                                                            |                                                            |
|               | Oscar Jimenez 10e · Daniel 11e · Alberto Riquer (it) 32e · Antonio Adeva (it) 34e · Serpa 36e | (2 – 2) | 1re Civrag · 14e Grdovic | Spectateurs : 4 000 Arbitrage : Ercole Vescio & F. Cardoso | Spectateurs : 4 000 Arbitrage : Ercole Vescio & F. Cardoso |

#### Match pour la3eplace
| 1er mai 2000 | MFK Dina Moscou                                                                       | 6 – 3   | Glama Brijeg                          |                                                              |                                                              |
|              | Alekberov (it) 13e 19e 26e · Iskousnykh 15e · Verizhnikov (it) 25e · Abianov (it) 38e | (3 – 1) | 3e Vidicek · 28e Hrzic · 31e Klobucaz | Spectateurs : 2 500 Arbitrage : Ramón Blanco & Vicente Comes | Spectateurs : 2 500 Arbitrage : Ramón Blanco & Vicente Comes |

#### Finale
Avec la défaite du favori, le Dina Moscou dans l'autre demi-finale, le Caja Segovia affronte de nouveau l'équipe romaine en finale. Venancio place un cinq de départ comme suit : Luis Amado, Claudinho, Javier Orol (it), Alberto Riquer (it) et Marcelo Serpa.
Les Italiens prennent l'avantage grâce à Darley Grana. Les locaux égalisent juste avant la mi-temps grâce à Daniel Ibañes, seulement trois minutes après l'ouverture du score.
Le résultat final était de 4-1 avec deux autres buts du brésilo-espagnol et un autre de Claudinho,. Après avoir remporté le championnat, la coupe et la supercoupe d'Espagne, le Caja Segovia s'adjuge le titre européen, à domicile devant plus de 4 000 spectateurs,.
| Titulaires :  |                           |  |
|               |                           |  |
| 1             | Vettori                   |  |
| 2             | Fernando Grana (it)       |  |
| 4             | Violanti                  |  |
| 9             | Andrea Famà (it)          |  |
| 10            | Andrea Rubei (it)         |  |
|               |                           |  |
| Remplaçants : |                           |  |
| 3             | Davide Zani               |  |
| 6             | Gianluca Plini (it)       |  |
| 7             | Massimiliano Mannino (it) |  |
| 8             | Luca Marchetti (it)       |  |
| 12            | Ceteroni                  |  |
| 14            | Rondoni                   |  |
|               |                           |  |
| Entraîneur :  |                           |  |
| Piero Gialli  |                           |  |

| Titulaires :   |                              |  |
|                |                              |  |
| 1              | Luis Amado                   |  |
| 2              | Claudio de Jesús (Claudinho) |  |
| 5              | Javier Orol (it)             |  |
| 10             | Alberto Riquer (it)          |  |
| 11             | Marcelo Serpa                |  |
|                |                              |  |
| Remplaçants :  |                              |  |
| 3              | Óscar del Pozo               |  |
| 6              | Óscar Jiménez                |  |
| 7              | Antonio Adeva (it)           |  |
| 8              | César Muñoz                  |  |
| 12             | Juan Ignacio Werner          |  |
| 13             | Juan Luis García (Juanlu)    |  |
| 14             | Daniel                       |  |
|                |                              |  |
| Entraîneur :   |                              |  |
| Venancio Lopez |                              |  |

| Titulaires :  |                           |  |
|               |                           |  |
| 1             | Vettori                   |  |
| 2             | Fernando Grana (it)       |  |
| 4             | Violanti                  |  |
| 9             | Andrea Famà (it)          |  |
| 10            | Andrea Rubei (it)         |  |
|               |                           |  |
| Remplaçants : |                           |  |
| 3             | Davide Zani               |  |
| 6             | Gianluca Plini (it)       |  |
| 7             | Massimiliano Mannino (it) |  |
| 8             | Luca Marchetti (it)       |  |
| 12            | Ceteroni                  |  |
| 14            | Rondoni                   |  |
|               |                           |  |
| Entraîneur :  |                           |  |
| Piero Gialli  |                           |  |

| Titulaires :   |                              |  |
|                |                              |  |
| 1              | Luis Amado                   |  |
| 2              | Claudio de Jesús (Claudinho) |  |
| 5              | Javier Orol (it)             |  |
| 10             | Alberto Riquer (it)          |  |
| 11             | Marcelo Serpa                |  |
|                |                              |  |
| Remplaçants :  |                              |  |
| 3              | Óscar del Pozo               |  |
| 6              | Óscar Jiménez                |  |
| 7              | Antonio Adeva (it)           |  |
| 8              | César Muñoz                  |  |
| 12             | Juan Ignacio Werner          |  |
| 13             | Juan Luis García (Juanlu)    |  |
| 14             | Daniel                       |  |
|                |                              |  |
| Entraîneur :   |                              |  |
| Venancio Lopez |                              |  |

## Récompenses individuelles
Le brésilo-espagnol Daniel termine meilleur buteur avec sept réalisations et est élu meilleur joueur du tournoi,.
Vettori, joueur du BNL Roma, est élu meilleur gardien de but.
| #                  | Nom                  | Club            | Buts |
| ------------------ | -------------------- | --------------- | ---- |
| Médaille d'or      | Daniel               | Caja Segovia FS | 7    |
| Médaille d'argent  | Alberto Riquer (it)  | Caja Segovia FS | 6    |
| Médaille de bronze | Martin Dlouhý (it)   | Viktoria Zizkov | 5    |
| 4                  | Krešimir Civrag      | Glama Brijeg    | 4    |
| 4                  | Temur Alekberov (it) | MFK Dina        | 4    |
| 5                  | Javier Orol (it)     | Caja Segovia FS | 3    |
| 5                  | Robert Grdović (it)  | Glama Brijeg    | 3    |